# Office of Film and Literature Classification (Australia)
Il Classification Board (CB, o anche ACB da Australian Classification Board) è un ente australiano che si occupa di classificare e imporre restrizioni alla fruizione di film, videogiochi e pubblicazioni nel territorio nazionale. Fu creato nel 1995 come parte del Office of Film and Literature Classification (OFLC, "Ufficio di classificazione dei film e della letteratura"); nel 2006 l'OFLC è stato sciolto e il Classification Board opera come ente a sé.
Il Classification Board non censura direttamente il materiale ordinando tagli o modifiche ma può in pratica censurare media rifiutando la classificazione e rendendo la pubblicazione illegale per il noleggio, la proiezione o l'importazione in Australia.
Il sistema ha diversi livelli di categorie di restrizione, proibizione di vendita, proiezione o uso dei materiali a persone al di sotto di una certa età. Nel 2005, giochi per console e computer sono divenuti soggetti alla stessa classificazione e restrizione dei film (con l'eccezione dei livelli R18+ e X18+), in risposta ai dubbi mostrati da alcuni genitori.

## Storia
Nel 1970 fu creato un sistema di classificazione ed un ente chiamato Australian Classification Board al fine di valutare tutti i film (e dal 1994 i videogiochi) presenti in Australia. Nei primi anni c'erano quattro valori nella classificazione:
- G per General Exhibition (nessuna restrizione)
- NRC per Not Recommended for Children ("non raccomandato per bambini"), poi divenuto PG (Parental Guidance)
- M per Mature Audiences ("pubblico adulto")
- R per Restricted Exhibition (restrizione)

Nel 1993, il Classification Board introdusse il valore MA15+ per segnalare un contenuto che era troppo forte per la classificazione M ma non così tanto da imporre la restrizione ai maggiori di 18 anni. Nel 1994 venne introdotto l'Office of Film and Literature Classification (OFLC) come organismo di controllo del Classification Board. Nel 2005 l'OFLC fu sciolto e il Classification Board passò all'ufficio della procura di stato ("Attorney-General's Department").
La classificazione con i colori per film e videogiochi fu introdotta nel maggio 2005.

## Classificazione
Il sistema OFLC utilizza una serie di simboli e colori per classificare i prodotti per età di fruizione.
| Símbolo | Significato                                                                  | Impatto morale        | Vecchia classificazione |
| ------- | ---------------------------------------------------------------------------- | --------------------- | ----------------------- |
|         | Esente da classificazione, in genere materiale didattico                     | Sconosciuto o nessuno |                         |
|         | Generale, per tutte le età                                                   | Molto basso           | [ 4 ]                   |
|         | Consigliato ai bambini solo se in presenza di adulti                         | Basso                 | [ 4 ]                   |
|         | Consigliato (ma non ristretto) ad adolescenti dai 15 anni in poi             | Moderato              | [ 4 ]                   |
|         | Vietato ai minori di 15 anni (a meno che non siano autorizzati da un adulto) | Alto                  | [ 4 ]                   |
|         | Vietato ai minori di 18 anni                                                 | Molto alto            |                         |
|         | Contenuto pornografico, solo per i maggiori di 18 anni                       | Estremo               |                         |